# 637 Хрисотемида
Вижте пояснителната страница за други значения на 637.
637 Хрисотемида (на английски: 637 Chrysothemis) е астероид в астероидния пояс, семейство Темида, открит от Джоел Меткалф на 11 март 1907 г.
Обикаля около Слънцето за 5 години 230 дни 17 часа, на разстояние от 3,1640 AU. Името идва от Хрисотемида – дъщеря на Агамемнон в древногръцката митология.